# Episodi di Dirk Gently - Agenzia di investigazione olistica (seconda stagione)
La seconda e ultima stagione della serie televisiva Dirk Gently - Agenzia di investigazione olistica è stata trasmessa sul canale statunitense BBC America dal 14 ottobre al 16 dicembre 2017.
In Italia la stagione è stata pubblicata interamente su Netflix il 5 gennaio 2018.
| nº | Titolo originale         | Titolo italiano          | Prima TV USA     | Pubblicazione Italia |
| -- | ------------------------ | ------------------------ | ---------------- | -------------------- |
| 1  | Space Rabbit             | Coniglio spaziale        | 14 ottobre 2017  | 5 gennaio 2018       |
| 2  | Fans of Wet Circles      | I fan dei cerchi bagnati | 21 ottobre 2017  | 5 gennaio 2018       |
| 3  | Two Broken Fingers       | Due dita spezzate        | 28 ottobre 2017  | 5 gennaio 2018       |
| 4  | The House Within a House | La casa dentro la casa   | 4 novembre 2017  | 5 gennaio 2018       |
| 5  | Shapes and Colors        | Forme e colori           | 11 novembre 2017 | 5 gennaio 2018       |
| 6  | Girl Power               | Potere alle donne        | 18 novembre 2017 | 5 gennaio 2018       |
| 7  | This Is Not Miami        | Non siamo a Miami        | 25 novembre 2017 | 5 gennaio 2018       |
| 8  | Little Guy, Black Hair   | Piccolo e nero           | 2 dicembre 2017  | 5 gennaio 2018       |
| 9  | Trouble Is Bad           | I guai sono un malanno   | 9 dicembre 2017  | 5 gennaio 2018       |
| 10 | Nice Jacket              | Bella giacca             | 16 dicembre 2017 | 5 gennaio 2018       |

## Coniglio spaziale
- Titolo originale: Space Rabbit
- Diretto da: Douglas Mackinnon
- Scritto da: Max Landis

### Trama
Due mesi dopo il suo rapimento, Dirk Gently è sottoposto a inutili esperimenti da parte dell'Ala nera mentre i fuggitivi Todd e Farah cercano di salvarlo. Intanto Bart salva una donna che ruba la bacchetta di un "Mago".